# The Thief and the Girl
The Thief and the Girl é um filme mudo norte-americano de 1911 em curta-metragem, do gênero drama, dirigido por D. W. Griffith. Cópia do filme encontra-se conservada no Museu de Arte Moderna dos Estados Unidos.

## Elenco
- Wilfred Lucas
- Florence La Badie
- Baden Powell
- Francis J. Grandon